# ليه كين (لاعب اتحاد الرغبي)
ليه كين (بالإنجليزية: Les Keen)‏ هو لاعب اتحاد الرغبي بريطاني، ولد في 13 نوفمبر 1954 في Port Talbot ‏ في المملكة المتحدة.